# Утікачі з СРСР
Утікачі з СРСР, або Неповерненці (рос. Невозвращенцы) — громадяни СРСР, що нелегально виїхали з СРСР, або не повернулись в СРСР після легального виїзду.

## Законодавча база РРФСР та СРСР
21 грудня 1917 року була прийнята Інструкція комісарам прикордонних пунктів РРФСР «Про правила в'їзду і виїзду з Росії», згідно з якими для виїзду з країни іноземні та російські громадяни були зобов'язані мати закордонний паспорт. Російські громадяни були зобов'язані отримати дозвіл на виїзд в іноземному відділі Комітету внутрішніх справ у Петрограді, або в Комісаріаті у закордонних справах в Москві.
Згідно з правилами, введеними 1 червня 1922 року, для виїзду за кордон було необхідно отримати особливий дозвіл Народного комісаріату закордонних справ. Виїзд за кордон окремих верств населення, зокрема журналістів, письменників, інших діячів мистецтва був можливий лише після особливого рішення Політбюро ЦК РКП(б).
5 червня 1925 року вийшло «Положення про в'їзд та виїзд із СРСР», яке ще більше ускладнювало виїзд. Увесь закордон оголошувався «ворожим капіталістичним оточенням».
8 червня 1934 року ухвалено закон, що встановлював за втечу через кордон покарання у вигляді смертної кари. При цьому злочинцями оголошувалися і родичі перебіжчиків.
|  | Постанова Центрального Виконавчого Комітету СРСР Про доповнення Положення про ЗЛОЧИНИ ДЕРЖАВНИХ (контрреволюційні і ОСОБЛИВО ДЛЯ СОЮЗУ РСР небезпечні злочини проти порядку УПРАВЛІННЯ) статтями про зраду Батьківщині «I. Зрада Батьківщині, тобто дії, вчинені громадянами Союзу РСР на шкоду військовій моці Союзу РСР, його державній незалежності або недоторканності його території, як-то: шпигунство, видача військової або державної таємниці, перехід на бік ворога, “втеча або переліт за кордон, караються вищою мірою кримінального покарання — розстрілом з конфіскацією всього майна”, а за пом'якшуючих обставин — позбавленням волі на строк 10 років з конфіскацією всього майна». |

Жорсткі обмеження проіснували до 1990 року, коли в СРСР був прийнятий Закон «Про в'їзд і виїзд». Але це були виключно передсмертні потуги перед розпадом союзу, адже з 1980 року тривали економічна та політична кризи. В 1989 році комуністи поступово втрачають контроль над країнами Східної Європи. 8 грудня 1991 року голови республік-першозасновників СРСР — Росії, України та Білорусі — Борис Єльцин, Леонід Кравчук і Станіслав Шушкевич у держрезиденції «Віскулі» в Біловезькій пущі підписали угоди, згідно з якими Радянський Союз припинив існування як суб'єкт міжнародного права.

## Відомі втікачі

### Учені
- Чичибабін Олексій Євгенович, хімік
- Федотов Георгій Петрович, історик, філософ
- Курилов Станіслав Васильович, океанограф, письменник

### Митці
- Світлана Аллілуєва, філолог, дочка Й. Сталіна
- Михайло Баришніков, балетний танцівник
- Аркадій Белінков, літератор
- Олег Видов, актор
- Олександр Годунов, балетний танцівник
- Анатолій Кузнецов, письменник
- Наталія Макарова, балерина
- Вікторія Муллова, скрипачка
- Рудольф Нурієв, балетний танцівник, балетмейстер
- Андрій Тарковський, кінорежисер
- Федір Шаляпін, оперний співак
- Сергій Довлатов, письменник та журналіст

### Спортсмени
- Людмила Білоусова, олімпійська чемпіонка з фігурного катання
- Олександр Могильний, хокеїст, чемпіон світу
- Олег Протопопов, олімпійський чемпіон з фігурного катання
- Віктор Корчной, шахіст, гросмейстер (1956)

### Військовослужбовці
- Віктор Беленко
- Анатолій Барсов
- Петро Пирогов

### Політичні та військові діячі, співробітники спецслужб
- Борис Бажанов, особистий секретар Й. Сталіна
- Олександр Бармін, розвідник
- Юрій Безсеменов
- Віктор Беленко, військовий льотчик
- Анатолій Голіцин
- Олег Гордієвський
- Ігор Гузенко
- Віктор Гундарєв
- Валентин Засімов
- Олександр Зуєв
- Генріх Люшков
- Василь Митрохін
- Олександр Нагловський, видатний більшовицький діяч, торгпред СРСР в Італії
- Юрій Носенко, співробітник КДБ, син радянського міністра Івана Носенка
- Олександр Орлов
- Володимир Петров, дипломат
- Богдан Сташинський
- Віктор Суворов, розвідник
- Олег Туманов
- Аркадій Шевченко
- Віктор Шеймов

### Інші
- Пранас Бразинскас, злочинець
- Ліліана Гасинська, працівниця круїзного лайнера

#### Діти
- Сім'я Овечкіних, провінційний ансамбль
- Володимир Половчак, 12-літній підліток з Самбора.